# Брзина 2: Контрола крстарења
Брзина 2: Контрола крстарења (енгл. Speed 2: Cruise Control) је амерички акциони филм из 1997. године са Џејсоном Патриком и Сандром Булок у главним улогама.
У другом делу филма Брзина Ени Портер (Булокова) је са својим дечком (Патрик) кренула на медени месец - крстарење Карибима. Невоља настаје када поремећени хакер (Дафо) преусмери крузер на танкер са нафтом, и разбије команде па путници остају заробљени на броду. Филм је био номинован за 8 Златних малина, а неке од категорија биле су и најгора глумица, најгори филм, најгори режисер...

## Радња
Полицајац Алекс Шо и његова девојка Ени Портер су на крстарењу по Карибима на луксузном броду „Морска Легенда“. Убрзо постаје јасно да је усамљени терориста Џон Гајгер преузео контролу над њим. Баца капетана преко палубе, лажира ватру на броду и наређује евакуацију људи са брода. Циљ терористе је освета његовој компанији, за коју је радио, за неправедан отказ, као и крађа накита на броду. Пошто је управо Гајгер развио систем управљања за такве бродове, он у потпуности контролише цео брод са свог лаптопа.
Већина људи напушта брод, али Алекс, Ени и још неколико путника и чланова посаде остају на броду и траже терористе. Он им измиче и програмира аутопилота да се судари са танкером поред обале. Алекс успева да одбије лајнер од директног судара, то се дешава на тангенти, а Гајгер узима Ени за таоца и напушта брод на моторном чамцу, крећући се ка унапред припремљеном хидроавиону. Алекс јури за њим и покупи га један од моторних чамаца који у изобиљу плове заливом, на којем сустиже хидроплан који узлеће и ослобађа Ени. Гајгер, остављен сам у авиону, губи контролу, седа на јарбол танкера који је неким чудом преживео нешто раније и са њим експлодира.
У међувремену, беспилотни брод јури на плажу са туристима и приморски град. Они на броду не могу ништа да ураде и само чекају да се све заврши. Брод „улеће“ у град на дубини неколико десетина метара, уништавајући све што му се нађе на путу, и преврће се.

## Улоге
| Глумац          | Улога         |
| --------------- | ------------- |
| Џејсон Патрик   | Алек Шо       |
| Сандра Булок    | Ени Портер    |
| Тим Конвеј      | гос. Кентор   |
| Вилем Дафо      | Џон           |
| Темуера Морисон | гос. Џулијано |
| Глен Пламер     | Морис         |